# 18 Again!
18 Again! è un film commedia statunitense del 1988 diretto da Paul Flaherty.

## Trama
Jack Watson è un playboy milionario e uomo d'affari che sta per compiere 81 anni proprio mentre suo nipote David sta per compiere 18 anni, ma Jack si lamenta della sua vecchiaia e desidera tornare ancora una volta nella sua adolescenza. Quando un incidente commuove le loro anime, Jack può vivere la vita di suo nipote e tutto ciò che comporta: scuola, sport e romanticismo. Sfortunatamente, David ottiene il "fine corto del patto", in quanto non solo è intrappolato nel corpo di 81 anni del nonno, ma è anche in coma . L'unico che sa la verità è il suo vecchio amico Charlie, che Jack è stato in grado di convincere raccontando le esperienze che solo loro conoscevano.
Jack si avvicina alla sua famiglia da un punto di vista nuovo e non sempre gli piace quello che vede: è stato un genitore lontano per suo figlio Arnie e ha ripetutamente trascurato le sue idee per migliorare l'azienda di famiglia. La fratellanza universitaria con cui ha costretto David ad unirsi (la sua vecchia alma materia) lo sta molestando su base regolare e lo costringe a scrivere i loro test finali per loro. Scopre anche che la moglie trofeo Madeline è infedele quando cerca di sedurlo, che lei pensa sia il suo giovane nipote. Decidendo di sistemare le cose, Jack nel corpo di David decide di prendere in mano convincendo suo padre (o piuttosto il figlio di Jack) a mettere in pratica le sue idee sull'azienda di famiglia e usa le sue abilità nel giocare a battere i fratellini mentre scommette $ 1000 che lui battere il leader frat boy Russ nel prossimo incontro di pista. Jack impressiona anche una ragazza di nome Robin, che è presa con lo stile vecchio stile di David con papillon e la sua vivida storia della seconda guerra mondiale e incontro con il presidente Truman.
Tuttavia, Jack si rende conto troppo tardi che ha voluto tutto per Madeline, che convince Arnie e sua moglie a disconnettere il corpo di 81 anni di Jack dal supporto vitale. Sapendo che questo ucciderà David, Jack e Charlie corrono all'ospedale per evitarlo, spingendo via il corpo di Jack. Quando si schiantano nella cappella dell'ospedale, le menti di Jack e David sono restituite ai loro legittimi corpi e Jack si risveglia. Jack ha ancora degli affari incompiuti, come nel corpo di David ha sfidato il presidente della fraternità in una gara, e ora David deve affrontarlo. Jack fa un discorso di incoraggiamento a David, e David batte il presidente della confraternita. Jack incoraggia quindi David a perseguire un Robin interessato. In privato, Jack dice ad Arnie che il suo più grande errore è stato cercare di convincere lui e David a rivivere la propria vita, e incoraggia Arnie a coltivare l'interesse di David per l'arte, cosa che farà anche Jack coinvolgendo David nell'aspetto della grafica del affari di famiglia. Alla fine, Jack affronta Madeline dicendo che sa che ha fatto un passaggio a David e sa che lei è una cercatrice d'oro interessata solo al suo conto in banca, le fa sapere che divorzierà da lei e che ha riscritto la sua volontà di includere la sua famiglia e il suo fedele maggiordomo Horton, che ordina prontamente di buttare fuori Madeline. Mentre Robin e David iniziano la loro relazione, Jack ne inizia uno nuovo con la nonna vedova di Robin.